# Jardim de Piranhas
Jardim de Piranhas est une municipalité brésilienne située dans l'État du Rio Grande do Norte.